# ŽSSK 671 sorozat
A ŽSSK 671 sorozat egy háromszekciós villamos motorvonat sorozat, melyet a Škoda Vagonka fejlesztett ki a Szlovák Vasúttársaság Rt.-nek (ŽSSK). A vonat beceneve Jánošík, melyet a hírhedt szlovák betyár Juraj Jánošík után neveznek így.

## Története
2008-ban a ZSSK nyilvános pályázatot hirdetett 10 darab emeletes vasúti jármű kifejlesztésére regionális használatra. A pályázatot a Škoda Vagonka vállalat nyerte meg, amely még 2008. december 30-án aláírta a szerződést. Ennek értelmében az első szerelvényt 18 hónapon belül, az utolsót pedig legkésőbb 48 hónapon belül kellett leszállítania.
Az első jármű ünnepélyes átadására 2010. február 5-én került sor a ZSSK csarnokában. A vonat a Jánošík nevet kapta. 2010. május 7-én sikeresen teljesítette az első útját a Zsolna–Várna szakaszon és a következő napon hivatalosan is bemutatták a közönségnek a zsolnai vasútállomáson. A Szlovák Közlekedésügyi Minisztérium 2010. december 1-jén engedélyezte a jármű üzembe helyezését, a menetrend szerinti közlekedés pedig 2010. december 12-én kezdődött meg.

## Jellemzése
A szerelvény egy motorkocsiból (671-es sorozatszám), személykocsiból (071-es sorozatszám) és vezérlőkocsiból (971-es sorozatszám) áll. Maximális sebessége 160 km/h, 3 kV DC és 25 kV 50 Hz áramnemmel képes működni. A jármű külső borítása alumínium. A vontatás háromfázisú aszinkronmotorok segítségével valósul meg, a teljesítményszabályozást IGBT tranzisztorokkal oldják meg, a vezérlés lehetővé teszi az energia-visszatáplálást. A klimatizált utastér 2+2 üléselrendezéssel rendelkezik, és biztonsági kamerákkal van felszerelve. Mozgássérült rámpával is rendelkezik.

## Útvonalai
A jármű elsősorban Kassa és Zsolna között közlekedik, további útvonalai: 

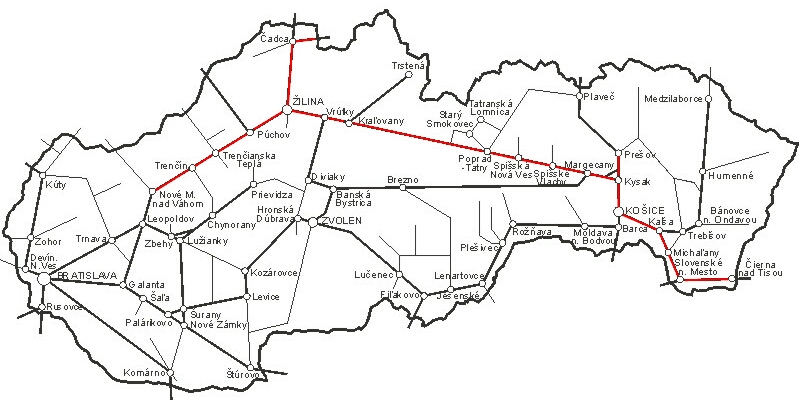
A szerelvény útvonalai Szlovákia leegyszerűsített vasúti térképén

- Komárom–Érsekújvár–Pozsony
- Pozsony–Jókút
- Érsekújvár–Párkány
- Zsolna–Trencsén
- Zsolna–Sziklaszoros
- Kassa–Eperjes
- Kassa–Tiszacsernyő

## Fordítás
- Ez a szócikk részben vagy egészben  az   Elektrická jednotka 671 című szlovák Wikipédia-szócikk ezen változatának fordításán alapul.  Az eredeti cikk szerkesztőit annak laptörténete sorolja fel. Ez a jelzés csupán a megfogalmazás eredetét és a szerzői jogokat jelzi, nem szolgál a cikkben szereplő információk forrásmegjelöléseként.